# Nisar Ahmad Ghoryani
Alhaj Nisar Ahmad Faizi Ghoryani (Herat, 1967) es un empresario y político afgano, quien sirvió como Ministro de Comercio e Industria.

## Biografía
Ghoryani nació en 1967, hijo del abogado Haji Faiz Mohammad Ghoryani, en el quinto distrito de la ciudad de Herat, en el seno de una familia religiosa. Tuvo una educación religiosa, completando su educación primaria en la escuela Moafaq de Herat y la secundaria en la escuela Bakhtar de Mazar-e Sarif. En 1987 se graduó con una licenciatura en administración y diplomacia.
El mismo año que acabó sus estudios se unió a las Fuerzas Muyahidines, de las cuales llegó a ser comandante en Herat. Más adelante llegó a ser asesor de Ismail Khan y luego emigró a Estados Unidos para tratar una lesión.
Tras acabar sus estudios, a una muy corta edad, Ghoryani comenzó a trabajar en el sector empresarial exportando e importando mercancías. En 2004 estableció su primera empresa, dedicada a la producción de energía eléctrica en Herat. La empresa creció rápidamente y en pocos años se convirtió en la más grande de la Provincia, lo que le dio la oportunidad de diversificar sus negocios.
En las elecciones legislativas de 2010 fue elegido diputado a la Cámara del Pueblo de Afganistán por Herat, habiendo obtenido 17.906 votos. En 2019 fue designado como asesor del Jefe Ejecutivo de Afganistán.
Presidente del conglomerado Liberty Corporation, en junio de 2020 fue designado como Ministro de Comercio e Industria por el presidente Ashraf Ghani Ahmadzai. Ocupó el cargo hasta la caída de la República Islámica de Afganistán durante la Ofensiva Talibana de 2021. En el cargo le sucedió el Talibán Nooruddin Azizi.